# 1/f-Rauschen

Zeitliche Darstellung eines beispielhaften 1/f-Rauschsignals

Das 1/f-Rauschen, auch als rosa Rauschen bezeichnet, ist ein Rauschen, dessen Amplitude mit steigender Frequenz abnimmt. In der Akustik wird 1/f-Rauschen als ein Geräusch empfunden, bei dem ein durchschnittlicher Mensch alle Frequenzbereiche des hörbaren Schallspektrums als etwa gleich laut empfindet.
Rosa Rauschen tritt bei vielen verschiedenen Prozessen auf, oft nicht genau mit 1/f-Abhängigkeit, sondern mit {\displaystyle 1/f^{\alpha }} und {\displaystyle \alpha \approx 1}, aber das dann über mehrere Größenordnungen der Frequenz {\displaystyle f}.

## Farbanalogie des Namens
Beim rosa Rauschen dominieren niedrige Frequenzen, die übertragen auf das sichtbare Spektrum am roten Ende liegen. Die Rötung gegenüber weißem Licht ist aber sehr schwach.
Mit einer vergleichbaren Farbanalogie wurden die Begriffe Rotes Rauschen und Weißes Rauschen gebildet.

## Mathematische Eigenschaften

Spektrum von 1/f-Rauschen

Die Rauschleistungsdichte, also die Leistung in einem schmalen Frequenzband konstanter absoluter Breite, ist proportional zu {\displaystyle 1/f^{\alpha }=f^{-\alpha }}. In doppelt-logarithmischer Auftragung wie in der Abb. rechts, ist der Verlauf linear fallend mit der Steigung {\displaystyle -\alpha }, für {\displaystyle \alpha =1} also um etwa 3 dB pro Oktave. Die Amplitude von 1/f-Rauschen fällt entsprechend mit {\displaystyle 1/f^{\alpha /2}=f^{-\alpha /2}} ab, für {\displaystyle \alpha =1} also mit {\displaystyle A(f)\propto {\frac {1}{\sqrt {f}}}}.
Für konstante relative Bandbreite ist die Leistung im Frequenzband konstant. Mit fester oberer oder unterer Grenzfrequenz variiert die integrale Leistung logarithmisch.
Der Momentanwert ist oft eine normalverteilte Zufallsgröße, wobei aber, anders als bei weißem Rauschen, benachbarte Werte nicht statistisch unabhängig sind. Vielmehr nimmt die Autokorrelationsfunktion exponentiell mit der Verschiebung ab (für {\displaystyle \alpha =1}). Diese Eigenschaft wird von manchen Autoren als definierend für rosa Rauschen angesehen.

## Auftreten
1/f-Rauschen tritt in vielen physikalischen, biologischen, aber auch ökonomischen Prozessen auf. So rauscht bei vielen elektrisch schlecht leitenden Materialien der Wert des elektrischen Widerstandes selbst. Zu tiefen Frequenzen hin erwartet man ein Abflachen des spektralen Verlaufs, das aber nicht immer gefunden wird, weil die Messreihen dafür nicht lang genug sind. Zu hohen Frequenzen hin nimmt für manche (oft kleine) Systeme die Steigung auf −6 dB pro Oktave zu, siehe 1/f²-Rauschen, falls nicht vorher überlagertes frequenzunabhängiges Rauschen wie thermisches Rauschen oder Schrotrauschen, auch als weißes Rauschen bezeichnet, die Messung behindert.
In Halbleitermaterialien, wie sie in der Elektronik eingesetzt werden, kann das Verhalten in manchen Fällen durch thermisch bedingte Änderungen der Anzahl der Ladungsträger in Leitungs- und Valenzband erklärt werden. In Metallen gilt die thermisch aktivierte Bewegung von Gitterfehlern als eine wichtige Ursache. Bei Feldeffekttransistoren, insbesondere MOSFETs, spielt 1/f-Rauschen eine Rolle, wo es unterhalb von ca. 15 kHz gegenüber thermischem Rauschen dominiert. In Mikrofonvorverstärkern werden daher Bipolartransistoren oder JFETs eingesetzt.
Die genauen Ursachen von 1/f-Rauschen, wie Oberflächeneffekte, Temperaturfluktuationen im Material und Störstellen im Halbleitergitter, sind durch theoretische Modelle nur ansatzweise erklärbar. Einige der Erklärungen gelten nur unter starken Einschränkungen und sind nicht verallgemeinerbar. So zeigen z. B. Arbeiten von F. N. Hooge et al. von Anfang der 1980er Jahre eine spezielle Beziehung bei einer stromdurchflossenen Widerstandsprobe, wie einem Stück Halbleitermaterial. Zwischen der Rauschleistungsdichte {\displaystyle S} eines elektrischen Widerstandsmaterials mit {\displaystyle N} freien Ladungsträgern und mit dem Widerstandswert {\displaystyle R} besteht demnach folgende Beziehung:
{\displaystyle {\frac {S}{R^{2}}}={\frac {\alpha _{\rm {H}}}{f\cdot N}}}
Dabei tritt die Hoogesche Konstante mit dem empirisch gefundenen Wert von {\displaystyle \alpha _{\rm {H}}\approx 2\cdot 10^{-3}} auf. Rauschen, das dieser Beziehung folgt, wird auch {\displaystyle \alpha }-Rauschen genannt.

## Erzeugung und Verwendung
1/f-Rauschen kann aus weißem Rauschen durch einen Tiefpassfilter erzeugt werden, welcher mit 1,5 dB pro Oktave in seiner Amplituden-Übertragungsfunktion abfällt, und dessen Rauschleistungsdichte mit 3 dB je Oktave. Dieses Rauschsignal wird u. a. als Testsignal bei Lautsprechermessungen angewendet. In der Soundtechnik wird rosa Rauschen dazu benutzt, um die Lautsprecheranlage an den Raum anzupassen, dabei werden mit dem Equalizer gedämpfte Frequenzen angehoben und Resonanzfrequenzen abgesenkt
Bei Musiksynthesizern werden solche Rauscherzeuger als Tongenerator angewendet, wobei der Spektralverlauf direkt erzeugt wird.